# سیارک ۱۳۹۲۲
سیارک ۱۳۹۲۲ (به انگلیسی: 13922 Kremenia، نامگذاری:1985SX2) سیزده هزار و نهصد و بیست و دومین سیارک کشف شده‌است که در ۱۹ سپتامبر ۱۹۸۵ کشف شد.
قدر مطلق سیارک برابر ۱۳٫۶ است.